# Ilanga
Ilanga é uma cidade de Honduras localizada no departamento de Colón.